# Cung điện Kazimierz
Cung điện Kazimierz (tiếng Ba Lan: Pałac Kazimierzowski) là một cung điện được xây dựng lại ở Vác-sa-va, Ba Lan. Nó tiếp giáp với Tuyến đường Hoàng gia, tại Krakowskie Przingmieście 26-28.
Được khởi công xây dựng vào năm 1637-41, lần đầu tiên nó được xây dựng lại vào năm 1660 cho Vua John II Casimir (tiếng Ba Lan: Jan II Kazimierz Waza, từ tên của nó) và một lần nữa vào năm 1765-68, bởi Domenico Merlini, cho Trường Quân đoàn Cadets do vua Stanisław II Augustus thành lập.
Từ năm 1816, Cung điện Kazimierz đã là trụ sở hoạt động không liên tục của Đại học Vác-sa-va (đã bị chính quyền Hoàng gia Nga đóng cửa sau mỗi cuộc nổi dậy, và vào năm 1939-44 bởi Đức Quốc Xã).

### Nguồn gốc

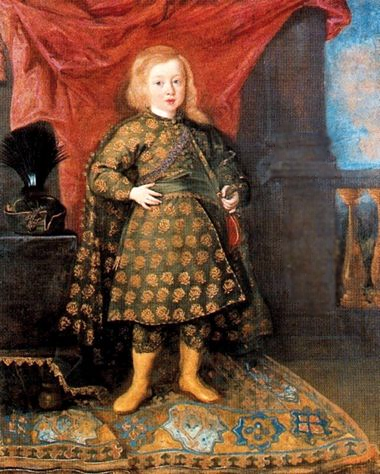
Hoàng tử Zygmunt Kazimierz Vasa trong phòng khách ngoài của cung điện, hướng mặt về sông Vistula, 1644

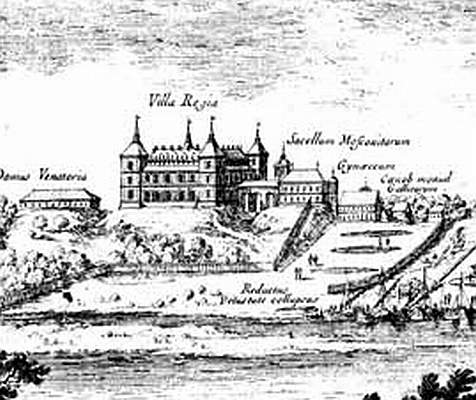
Biệt thự Regia ("Biệt thự Hoàng gia"), 1656

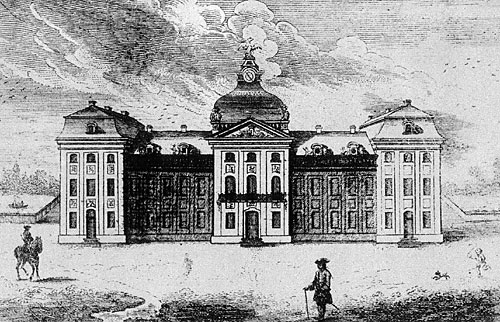
Cung điện của Sułkowski

### Xây dựng lại

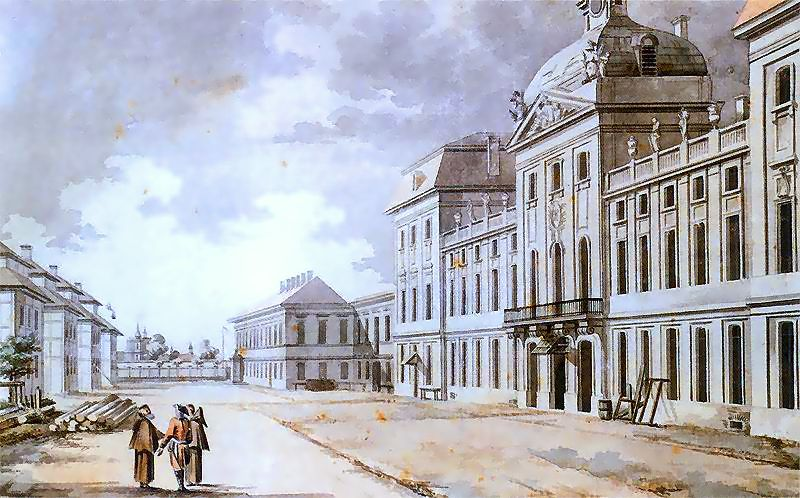
Quân đoàn Cadets, 1785

### Đại học Vác-sa-va

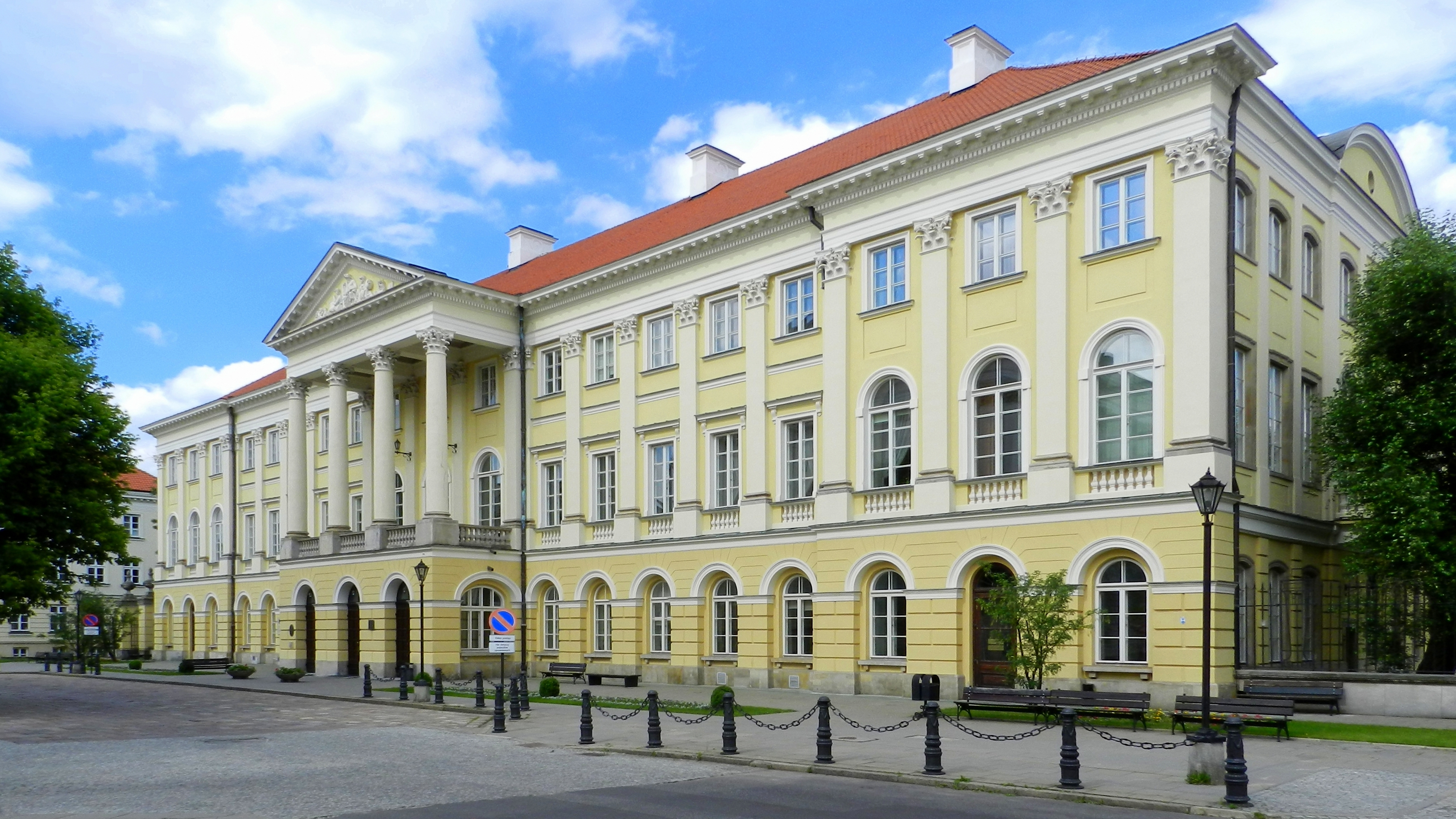
Cung điện Kazimierz, 2006

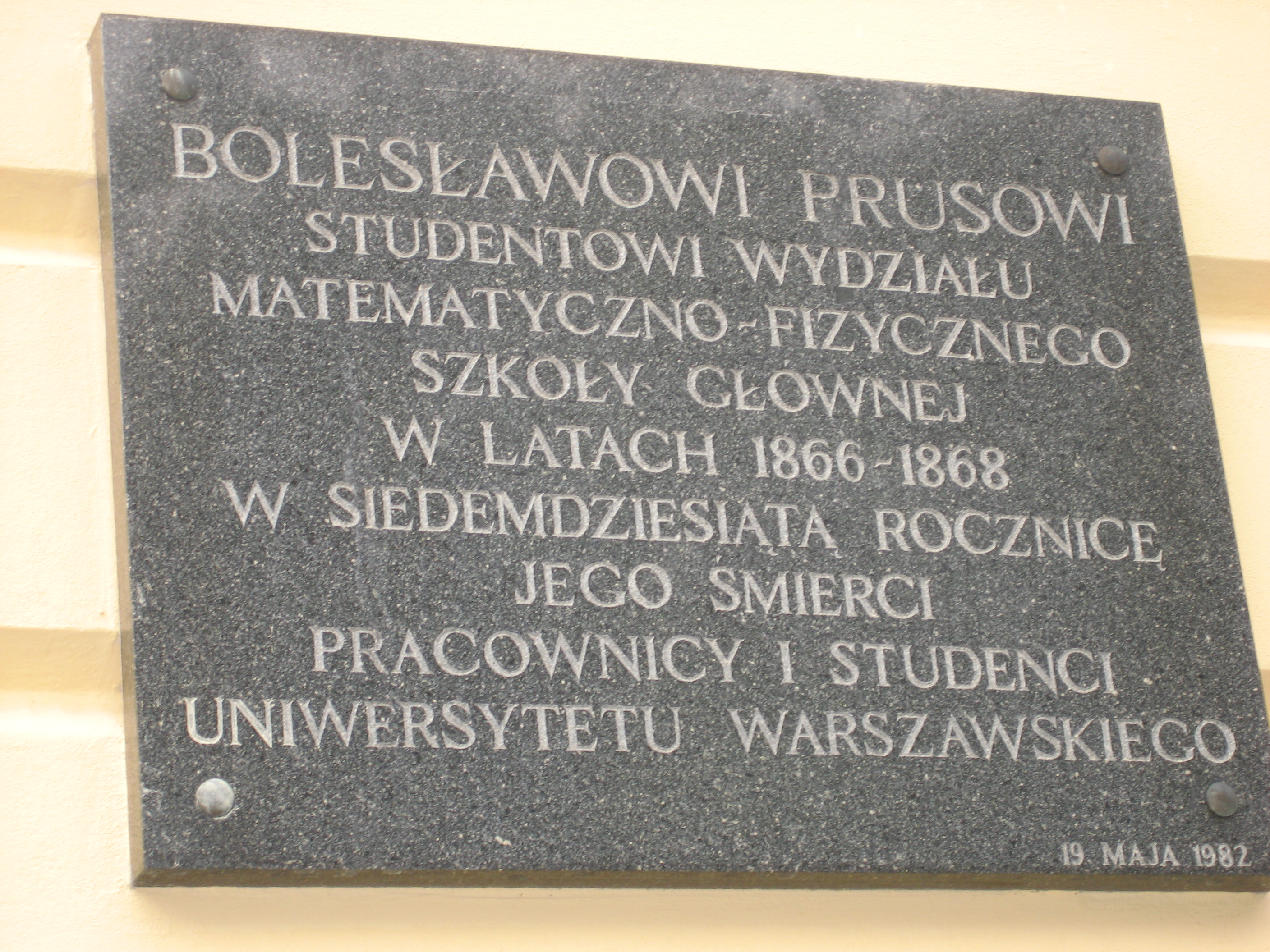
Phù điêu trên Cung điện Kazimierz của Đại học Vác-sa-va, kỷ niệm 1866-68 Bolesław Prus

## Lịch sử